# Alternativfestivalen
Alternativfestivalen war ein alternatives Musikfestival im Rahmen der schwedischen Musikbewegung Progg, das von 17. bis 22. März 1975 in Stockholm als Gegenbewegung zum gleichzeitig in der Stadt stattfindenden Eurovision Song Contest 1975 organisiert wurde. Die Band ABBA hatte den europäischen Musikwettbewerb im Vorjahr mit dem Lied Waterloo gewonnen. Dieser Wettbewerb wurde von den Veranstaltern als zu kommerziell wahrgenommen, weshalb Alternativfestivalen unter dem Motto „Kampf gegen die Kommerzialisierung der Kultur“ (kamp mot kulturens kommersialisering) stand. Das Festival fand in einem Zirkuszelt im Stockholmer Bezirk Storängsbotten statt. Rund 850 Musiker aus 23 Ländern und unterschiedlichen Genres traten auf, rund 12.000 Menschen besuchten das Festival.

## Entstehung
Die sogenannte Musikbewegung (Musikrörelsen) oder Progg war eine Szene von alternativen Musikern in Schweden. Als der öffentlich-rechtliche Fernsehsender Sveriges Radio (Vorgänger von SVT) einen Großteil seines Musikbudgets 1975 für die Veranstaltung des Eurovision Song Contests auszugeben plante, protestierten alternative Musiker und schlugen vor, dass der Sender lieber Kultur und speziell Musik auf lokaler Ebene fördern sollte, anstatt Geld fast ausschließlich für die international ausgerichtete, kommerzielle Musikindustrie auszugeben. Die Forderung und das aus diesem Protest heraus entstehende Alternativfestivalen bekamen breite Unterstützung, vor allem auch von staatlichen Einrichtungen wie etwa dem Konzertveranstalter Rikskonserter, Kulturrådet, der Kulturabteilung der Stockholmer Stadtverwaltung, der Produzentenabteilung von Sveriges Radio und den meisten Musikerverbänden des Landes.
Innerhalb der alternativen Musikszene Schwedens gab es ideologische Spaltungen rund um das Festival. Das Göteborger Kulturzentrum Sprängkullen, das als wichtiger Treffpunkt für die alternative Musikszene Schwedens galt, boykottierte auch das Alternativfestivalen, weil es das als wiederum zu kommerziell wahrnahm und es die sozialistische Kritik am Song Contest daher ad absurdum führe. Sprängkullen hätte im Rahmen des Festivals auch sozialistische Bewegungen aus der Dritten Welt fördern wollen. In derselben Woche organisierte Sprängkullen deshalb ein Alternativprogramm in seinen Räumlichkeiten in Göteborg.

## Nachwirken
Das Festival galt als sehr erfolgreich in seiner Mobilisierung gegen den Eurovision Song Contest und war maßgeblich für die Entscheidung von SVT verantwortlich, keinen schwedischen Beitrag zum Eurovision Song Contest 1976 zu schicken.
Auftritte des Festivals wurden auf einer Doppel-Schallplatte veröffentlicht. Der Dokumentarfilm Vi har vår egen sång – musikfilmen (1976, dt. „Wir haben unseren eigenen Gesang – der Musikfilm“) wurde über das Festival gedreht und in zahlreichen Kinos gezeigt. Der Film behandelt die Entstehung des Festivals und zeigt einige Auftritte.
Das Festival inspirierte ein ähnliches alternatives Festival, das in Norwegen 1976 gegen den Eurovision Song Contest organisiert wurde, jedoch außerhalb der alternativen Musikszene wenig Zuspruch fand.

## Beteiligte Künstler (Auswahl)
- Ulf Dageby
- Hoola Bandoola Band
- Kebnekajse
- Ewan MacColl
- Mädchenchor der Adolf Fredriks musikklasser
- Nationalteatern
- Nynningen
- Arja Saijonmaa
- Peggy Seeger
- Shit & Chanel